# Víctor Jara (álbum)
Víctor Jara es el tercer álbum de estudio del cantautor chileno Víctor Jara como solista, lanzado originalmente en 1967 a través del sello discográfico Odeon (actual EMI). El álbum ha sido reeditado en diversas ocasiones, cambiando su nombre por el de Mensaje, Desde Lonquén hasta siempre, Víctor Jara vol. 4: Desde Lonquén hasta siempre y El verso es una paloma.
En este álbum se incluye por primera vez la versión en estudio de El aparecido, una de las canciones más afamadas del cantautor.

## Versiones
Este álbum posee diversas reediciones, con distintas carátulas y nombres. La carátula original de Odeon muestra en un círculo un collage de fotografías bajo el cual dice con letras grandes «Víctor Jara». La versión argentina del sello Pathé mantiene la carátula, pero cambia los colores anaranjados por celestes, así como el título del disco por el de Mensaje. La versión española de Movieplay de 1980 muestra una foto de perfil del rostro del cantautor, cambiando esta vez el nombre a Desde Lonquén hasta siempre, título que se mantiene tanto en las versiones españolas subsiguientes de Fonomusic de 1986 y 1994 (donde solo cambia el color de fondo de anaranjado a celeste) así como en la versión mexicana del sello Foton, la cual muestra un dibujo del rostro frontal entrecortado de Víctor de color naranja que no muestra su boca. La reedición estadounidense del sello Monitor de 1981, llamada Victor Jara Vol. 4: Desde Lonquen Hasta Siempre, muestra la misma fotografía que las versiones españolas del primer álbum de Víctor Jara, llamadas Canto a lo humano, en que el músico aparece en color tocando su guitarra al aire libre. Finalmente, la versión alemana de Pläne de 1983 muestra una paloma blanca en fondo negro, volando hacia la derecha.
La versión alemana también incluye los nombres de las canciones en alemán.

## Lista de canciones
| Lado A |                               |                       |          |  |
| N.º    | Título                        | Música                | Duración |  |
| 1.     | «El aparecido»                |                       | 2:16     |  |
| 2.     | «El lazo»                     |                       | 3:50     |  |
| 3.     | «Qué alegres son las obreras» | tradicional boliviana | 3:11     |  |
| 4.     | «Despedimiento del angelito»  | tradicional chilena   | 3:32     |  |
| 5.     | «Solo»                        | Eduardo Carrasco      | 3:12     |  |
| 6.     | «En algún lugar del puerto»   |                       | 4:21     |  |
| 20:22  |                               |                       |          |  |

| Lado B |                                               |                                   |          |  |
| N.º    | Título                                        | Música                            | Duración |  |
| 7.     | «Así como hoy matan negros»                   | Pablo Neruda, Sergio Ortega       | 2:15     |  |
| 8.     | «El amor es un camino que de repente aparece» |                                   | 2:28     |  |
| 9.     | «Casi, casi»                                  | tradicional argentina             | 2:01     |  |
| 10.    | «Canción de cuna para un niño vago»           |                                   | 3:40     |  |
| 11.    | «Romance del enamorado y la muerte»           | tradicional española, Víctor Jara | 2:50     |  |
| 12.    | «Ay mi palomita»                              | tradicional chilena               | 1:43     |  |
| 14:57  |                                               |                                   |          |  |

## Créditos
Colaboración
- Quilapayún
- Sergio Ortega